# Francesco Bianchi-Ferrari
Francesco Bianchi-Ferrari (1447, Ferrara - 1510, Modena) byl italský renesanční malíř.
Je rovněž znám jako Francesco del Bianchi Ferrara, přezdívaný Il Frare. Podle většiny životopisců se narodil ve Ferraře, někdy je však uváděno jako rodiště Modena. Byl žákem Cosimo Tura. Založil tzv. lombardskou školu. V letech 1503 až 1505 u něj studoval Antonio Allegri známý pod jménem „Il Correggio“. Ve své době byl vysoce ceněn. Dnes jsou z jeho díla patrně nejznámější fresky v katedrále Sv. Geminiána v Modeně. V Louvre je vystaven jeho obraz Madony s dítětem a světci.